# Chiva
Pour les articles homonymes, voir Chiva (homonymie).
Chiva, en castillan et officiellement (Xiva en valencien), est une commune d'Espagne de la province de Valence dans la Communauté valencienne. Elle est située dans la comarque de la Hoya de Buñol et dans la zone à prédominance linguistique castillane.

## Géographie

Localisation de Chiva
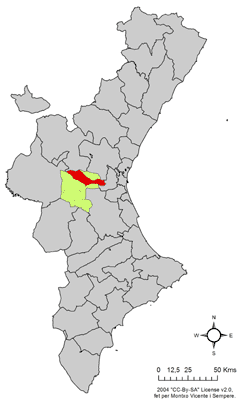
dans la Communauté valencienne.
dans la comarque de la Hoya de Buñol.

### Localités limitrophes
Le territoire communal de Chiva est voisin de celui des communes suivantes :
Gestalgar, Cheste, Riba-roja de Túria, Quart de Poblet, Aldaia, Torrent, Godelleta, Buñol et Siete Aguas, toutes situées dans la Province de Valence

## Histoire
En 2024, la commune de Chiva est très durement frappée par les inondations qui ont dévasté la région de Valence. 

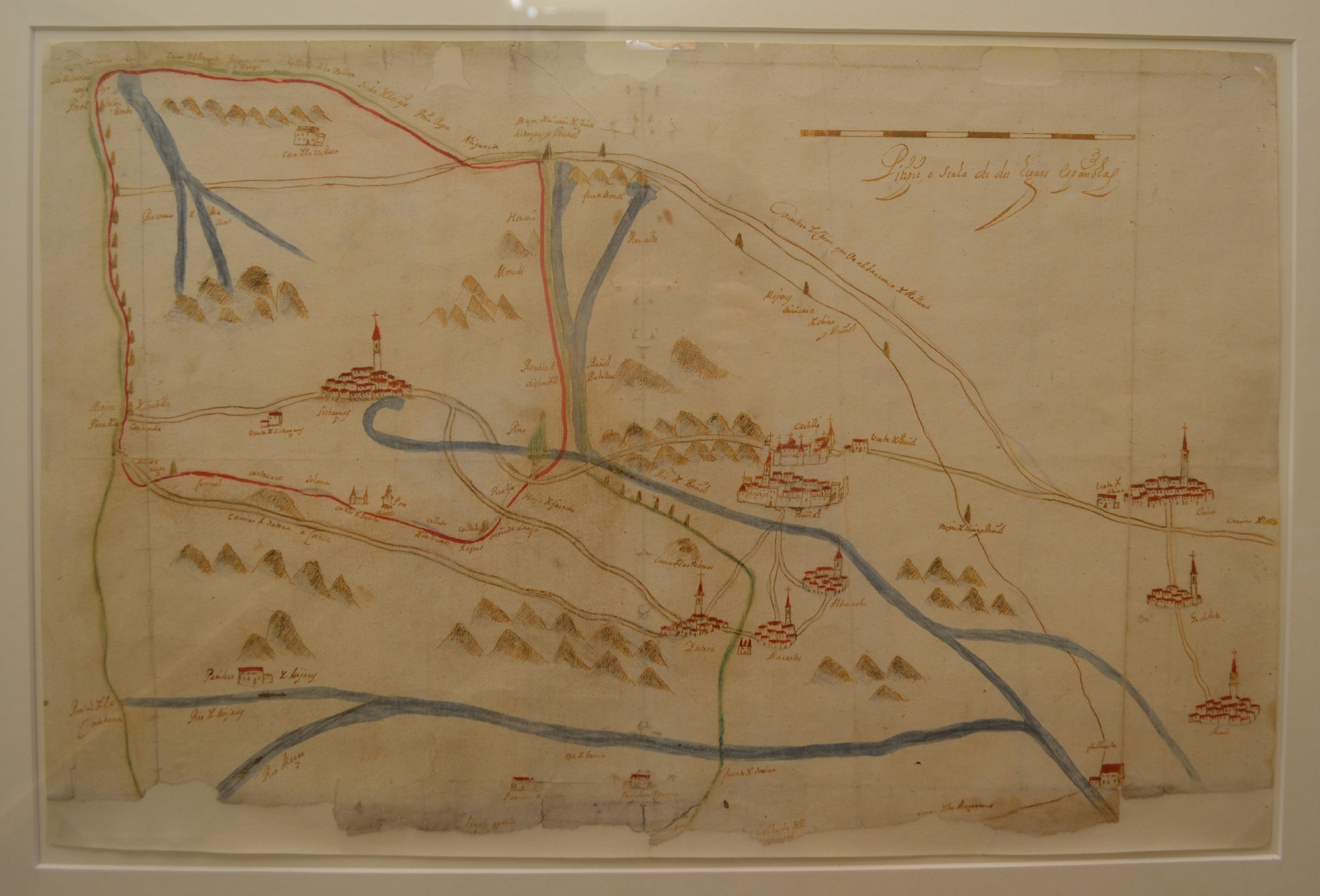
Carte des territoires communals de Siete Aguas, Buñol, Chiva et Macastre (1721).

## Démographie
Grâce à sa proximité par rapport à Valence, Chiva a connu une importante croissance démographique ces dernières années.
| 1990  | 1992  | 1994  | 1996  | 1998  | 2000  | 2002   | 2004   | 2005   |
| ----- | ----- | ----- | ----- | ----- | ----- | ------ | ------ | ------ |
| 7.424 | 7.592 | 8.157 | 8.794 | 9.060 | 9.721 | 10.483 | 11.386 | 11.815 |

## Administration
Liste des maires, depuis les premières élections démocratiques.
| Législature | Nom du Maire           | Parti politique |
| ----------- | ---------------------- | --------------- |
| 1983-1987   | Miguel Esteve          | PSPV-PSOE       |
| 1987-1991   | Miguel Esteve          | PSPV-PSOE       |
| 1991-1995   | Miguel Esteve          | PSPV-PSOE       |
| 1995-1999   | Joaquin Salvo          | PP              |
| 1999-2003   | Joaquin Salvo          | PP              |
| 2003-2007   | JL Yebra / JM Haro Gil | PSPV-PSOE/PP    |
| 2007-2011   | JM Haro Gil            | PP              |
| 2011-2015   | JM Haro Gil            | PP              |
| 2015-2019   | Emilio Morales Gaitán  | Compromís       |
| 2019-2023   | Emilio Morales Gaitán  | Compromís       |
| 2023-       | Amparo Fort Sanchez    | PP              |

### Sources
- (es) Cet article est partiellement ou en totalité issu de l’article de Wikipédia en espagnol intitulé « Chiva » (voir la liste des auteurs).